# (226) Weringia
(226) Weringia és un asteroide pertanyent al cinturó d'asteroides descobert el 19 de juliol de 1882 per Johann Palisa des de l'observatori de Viena, Àustria.
Està nomenat així pel districte vienès de Wäring.